# Yeogo goedam II
Yeogo goedam II (hangul: 여고괴담 두번째 이야기; em inglês: Memento Mori) é um filme de terror sul-coreano de 1999, e a segunda parcela da série de filmes Yeogo goedam. É uma sequência de Yeogo goedam de 1998, e também se passa em uma escola secundária só para meninas, mas os filmes não têm outra relação. Yeogo goedam II foi um dos primeiros filmes comerciais coreanos a retratar personagens lésbicas. No entanto, as atitudes coreanas predominantes restringiram seu potencial de ser amplamente visto, ainda mais porque os temas controversos tinham como alvo o público adolescente.

## Sinopse
O filme gira em torno do relacionamento entre duas estudantes do ensino médio, Yoo Shi-eun (Lee Young-jin) e Min Hyo-shin (Park Ye-jin). À medida que as duas garotas se envolvem romanticamente, seu relacionamento tabu faz com que sejam marginalizadas pelos outros alunos. Incapaz de lidar com as pressões sociais de ter uma amante do mesmo sexo, Shi-Eun tenta se distanciar da cada vez mais dependente Hyo-shin. Hyo-shin reage mal à mudança de atitude de Shi-eun, vendo isso como uma traição e rejeição. Hyo-shin consequentemente comete suicídio pulando do telhado da escola. Também está fortemente implícito que ela estava grávida no momento da morte, sendo o pai o professor de literatura Sr. Goh (Hyo-shin confessou a Shi-eun que fez sexo com o Sr. Goh).
A trama se desenrola de forma não linear, geralmente da perspectiva da colega Soh Min-ah (Kim Min-sun). Min-ah se envolve cada vez mais com Shi-eun e Hyo-shin quando encontra um diário mantido entre as duas garotas alienadas. Este diário permite que ela tenha percepções perturbadoras sobre a natureza do relacionamento e a puxa mais fundo em uma estranha cadeia de eventos ao redor da escola. Após a morte de Hyo-shin, ocorrências sobrenaturais começam a aterrorizar todos os alunos que condenaram o relacionamento. Mais tarde, é revelado que o espírito de Hyo-shin está assombrando malévola a escola através dos restos que ela deixou para trás no diário.

## Elenco
- Park Ye-jin como Min Hyo-shin
- Kim Min-sun como Seo Min-ah
- Lee Young-jin como Yoo Shi-eun
- Baek Jong-hak como Sr. Goh
- Han Min
- Kim Jae-in como Yeon-an
- Gong Hyo-jin como Ji-won
- Oh Min-ae como Enfermeira
- Lee Hye-mi
- Lim Seong-eon

## Representação LGBT e cinema de terror
Não há equivalente sul-coreano comparável ao escopo do movimento de filmes queer ocidentais. Apesar da crescente visibilidade do movimento LGBT coreano na década de 1990, quando Yeogo goedam II foi feito, os filmes queer da época frequentemente escondiam conteúdo LGBT por trás do disfarce de outros gêneros, como terror ou romance. Os elementos de terror apresentados em Yeogo goedam II, que incluem telepatia e possessão, funcionam como um método de criar distância entre a realidade do público e a fantasia do filme de terror, e os personagens nele contidos.
A representação de personagens queer dentro de um contexto de terror é ainda mais auxiliada pela história LGBT da Coreia. Apesar de ser tolerado durante a maior parte da história coreana, o neoconfucionismo, que ganhou destaque durante a dinastia Chosŏn, eliminou a aceitação do comportamento do mesmo sexo e “efetivamente tornou a homossexualidade invisível, fantasmagórica”. Apesar da implicação social de pessoas queer como inerentemente fantasmagóricas, o filme não trata seus personagens LGBT como monstros arquetípicos, representativos de tabus sociais, como na tradição do terror ocidental. Em vez disso, os personagens queer de Yeogo goedam II são os heróis em torno dos quais a história é centrada, e o terror fantasmagórico é direcionado aos personagens homofóbicos do filme.
Ao criar um cânone exclusivamente coreano do gênero de terror, os filmes de terror coreanos não importaram monstros ou slashers de estilo ocidental; eles, em vez disso, se concentram em um fantasma, geralmente um fantasma feminino. Dentro da tradição do cinema de terror coreano, o espírito feminino existe para se vingar de seus assassinos. Os fantasmas dos primeiros filmes de terror normalmente “viviam uma vida de repressão em uma família patriarcal”, e é dentro do contexto desses relacionamentos heterossexuais que a maioria dos fantasmas tradicionais de filmes de terror coreanos buscam sua vingança. No entanto, o ciclo de terror que começa com Yeogo goedam muda o relacionamento focal de relacionamentos familiares para amizades, particularmente aqueles entre meninas em idade escolar.
A versão mais contemporânea da história de fantasmas coreana, apresentando o fantasma de uma colegial, é a representação ideal para meninas, que são ensinadas a internalizar seus problemas. O atual sistema educacional na Coreia do Sul é frequentemente segregado por gênero tanto no ensino fundamental quanto no ensino médio, enfatizando normas de gênero distintas e tentando coibir a sexualidade. Influências confucionistas persistentes desempenham um grande papel em escolas segregadas por gênero, o que por sua vez leva ao “contato corporal homossocial” normalizado e a relacionamentos significativos entre alunos do mesmo sexo. Essa intimidade normalizada entre colegiais torna o salto do relacionamento homossocial para o queer de Hyo-shin e Shi-eun plausível para o público. No entanto, esse contexto de amizades femininas altamente interdependentes e exclusivas, que se tornam necessárias para a sobrevivência no ambiente altamente competitivo das escolas secundárias coreanas, pode suavizar os temas LGBT em Yeogo goedam II como resultado de tais relacionamentos próximos serem aceitos como um “rito de passagem”.

## Lançamento
Yeogo goedam II foi lançado na Coreia do Sul em 24 de dezembro de 1999. Nas Filipinas, o filme foi lançado em 14 de janeiro de 2004.